# チャーイケーオ
シンハラーチャターニー公 チャーイケーオ はラムパーン領公。カーウィラの父である。

## 伝記
即位したときはいわゆる、ラムパーンなどの地域は混乱期であり、チャーイケーオは国主の座をめぐって暗殺されそうになり、家族共々、友好国であったプレーに逃げ込んだ。チャーイケーオはプレーで250人の兵を組織すると、ラムパーンに攻め込んだが失敗し、弟を一人失った。
その後、この混乱を制す為にビルマは軍を送りラムパーンを制圧、チャーイケーオを再び王位につけ、国主の座を簒奪しようとした者達を投獄・処刑した。1766年のビルマのアユタヤ攻略においてはチャーイケーオはビルマ側を支援、アユタヤの陥落に一役買った。
しかし、1774年息子のカーウィラがビルマから離反し、アユタヤ王朝の跡を継いだタークシンの元へつき、その元でシャムによりラムパーンの国主となり、チャーイケーオは実質、ラムパーンの国主ではなくなった。なお、チャーイケーオは後に、カーウィラによってビルマから救出された。

## 子孫
チャーイケーオには10人の子供が居た。
1. カーウィラ王・・・第3代ランパーン領主、 初代チエンマイ領主
2. カムソーム侯・・・第4代ランパーン領主
3. タンマランカー侯・・・第2代チエンマイ領主
4. ドゥワンティップ大公・・・第5代ランパーン領主
5. シーアノーチャー令嬢・・・シャム副王スラシンハナートの正室。
6. シーワンナー令嬢・・・幼少期に死亡
7. ウッパラートムーラー伯・・・ランパーン領摂政伯
8. カムファン侯・・・初代ラムプーン領主、 第3代チエンマイ領主
9. シーブンタン令嬢
10. ブンマームアン大公・・・第2代ラムプーン領主

すべての息子は「チャオチェットトン」つまり「七人の公子」と呼ばれるようになり、それがこの王家の呼び名である。